# Ramularia spiraeae
Ramularia spiraeae är en svampart som beskrevs av Peck 1884. Ramularia spiraeae ingår i släktet Ramularia och familjen Mycosphaerellaceae.   Inga underarter finns listade i Catalogue of Life.